# Altengottern

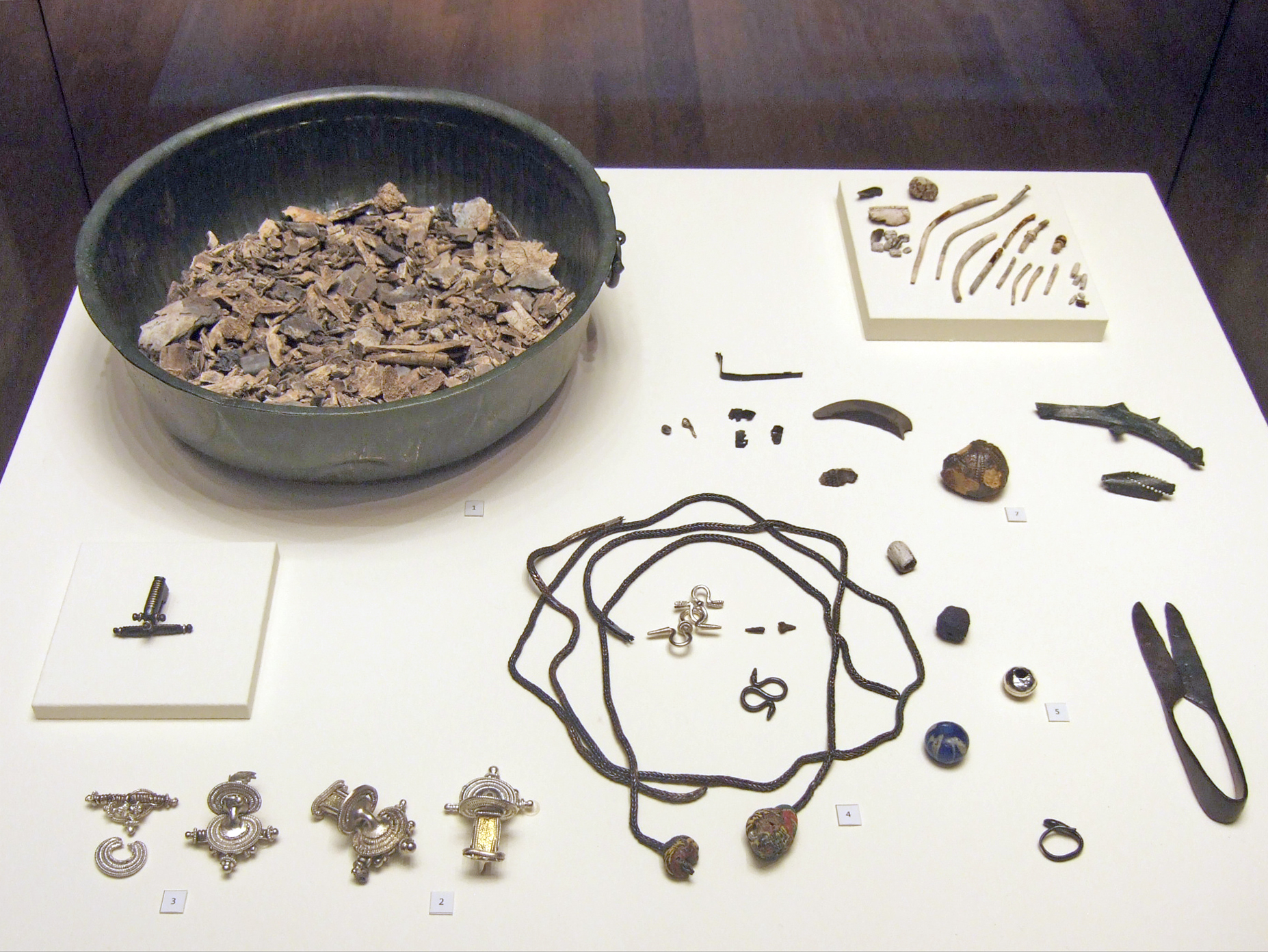
Vondsten uit het Vorstengraf

Altengottern is een gemeente in de Duitse deelstaat Thüringen, en maakt deel uit van de Unstrut-Hainich-Kreis.
Altengottern telt  inwoners.